# Abdenego Nankishi
Abdenego N'Lola Nankishi (Bremerhaven, 6 juli 2002) is een Duits-Angolees voetballer die doorgaans speelt als vleugelspeler. In augustus 2021 debuteerde hij voor Werder Bremen.

## Clubcarrière
Nankishi speelde in de jeugd van TSV Loxstedt en LTS Bremerhaven, voor hij overstapte naar de jeugdopleiding van Werder Bremen. Voor het seizoen 2020/21 promoveerde Nankishi naar het reserveteam, uitkomend in de Regionalliga Nord. Een jaar later mocht hij zich melden bij het eerste elftal, dat het seizoen ervoor gedegradeerd was naar de 2. Bundesliga. Hier maakte Nankishi op 7 augustus 2021 zijn debuut in het eerste team, toen in de DFK-Pokal met 0–2 verloren werd van VfL Osnabrück. Een week later speelde hij voor het eerst mee in de competitie, thuis tegen SC Paderborn (1–4).
Uiteindelijk kwam Nankishi in het seizoen 2021/22 tot zes competitieoptredens voor Werder Bremen. In de zomer die volgde op die jaargang nam het naar de Eerste divisie gedegradeerde Heracles Almelo de vleugelaanvaller voor een jaar op huurbasis over. Hij speelde elf wedstrijden, waarvan tien als invaller, en kwam tot twee doelpunten in de Eerste divisie. Heracles kroonde zicht tot kampioen en promoveerde zodoende weer naar de Eredivisie. In juni 2023 werd de huurovereenkomst met een jaar verlengd.

## Clubstatistieken
| Seizoen | Club              | Competitie     | Competitie | Competitie | Beker | Beker | Internationaal | Internationaal | Totaal | Totaal |
| Seizoen | Club              | Competitie     | Wed.       | Dlp.       | Wed.  | Dlp.  | Wed.           | Dlp.           | Wed.   | Dlp.   |
| ------- | ----------------- | -------------- | ---------- | ---------- | ----- | ----- | -------------- | -------------- | ------ | ------ |
| 2020/21 | Werder Bremen II  | Regionalliga   | 8          | 1          | —     | —     | —              | —              | 8      | 1      |
| 2021/22 | Werder Bremen II  | Regionalliga   | 4          | 1          | —     | —     | —              | —              | 4      | 1      |
| 2021/22 | Werder Bremen     | 2. Bundesliga  | 6          | 0          | 1     | 0     | —              | —              | 7      | 0      |
| 2022/23 | → Heracles Almelo | Eerste divisie | 11         | 2          | 0     | 0     | —              | —              | 11     | 2      |
| 2023/24 | → Heracles Almelo | Eredivisie     | 3          | 0          | 0     | 0     | —              | —              | 3      | 0      |
| Totaal  | Totaal            | Totaal         | 32         | 4          | 1     | 0     | 0              | 0              | 33     | 4      |

Bijgewerkt op 8 september 2023.

## Erelijst
| Eerste divisie | 1 | 2022/23 |